# Egg (Flawil)
Egg (Flawil) (schweizerdeutsch d Egg) ist eine Ortschaft in der politischen Gemeinde Flawil im Wahlkreis Wil im Schweizer Kanton St. Gallen.

## Geographie
Egg liegt östlich der Hauptstrasse Flawil–Degersheim auf einem Geländevorsprung oberhalb des Wissbachs kurz vor dessen Mündung in die Glatt.
Die Besucher der Flawiler Egg wähnen sich landschaftlich im Appenzellerland.
Zur Ortschaft mit der Postleitzahl 9231 gehören nebst Egg die Weiler Äussere Egg, Burg, Egghalde, Eggstatt, Hammer, Obere Burg, Obere Egg und Tal sowie Einzelhöfe.
Der Ort befindet sich einem Naherholungsgebiet und ist Ausgangspunkt für Wanderungen in die Wissbachschlucht.

## Geschichte
Die Entstehungsgeschichte der Egg liegt im Dunkeln. Eine Mühle ist in der Mülleregg (heute Tal ) 1429 belegt. Die Mülleregg bildete zusammen mit Burgau ein eigenes Gericht.
1803 wurde Egg ein Teil der politischen Gemeinde Flawil im Bezirk Untertoggenburg im damals neu entstandenen Kanton St. Gallen.

## Wirtschaft und Infrastruktur
Nebst Landwirtschaft gibt es in der Flawiler Egg einige wenige Gewerbebetriebe und das Restaurant «Hirschen».
Die Käserei, die Appenzeller herstellte, stellte 2011 ihren Betrieb ein. Vom öffentlichen Verkehr ist Egg nicht erschlossen.
Die Kinder der «oberen Gegend» der Gemeinde Flawil besuchen den Kindergarten Egg und die Primarschule Alterswil, die sich zwei Kilometer westlich von Egg befindet.

## Kultur
Die Flawiler Egg hat – zum Teil zusammen mit Alterswil – ein aktives Vereinsleben. Nebst einem Einwohnerverein gibt es den Gemischten Chor Egg, die Seniorengruppe Egg-Alterschwil und den Militärschützenverein Alterschwil-Egg-Flawil.